# Maria Teresa d'Àustria (reina de les Dues Sicílies)

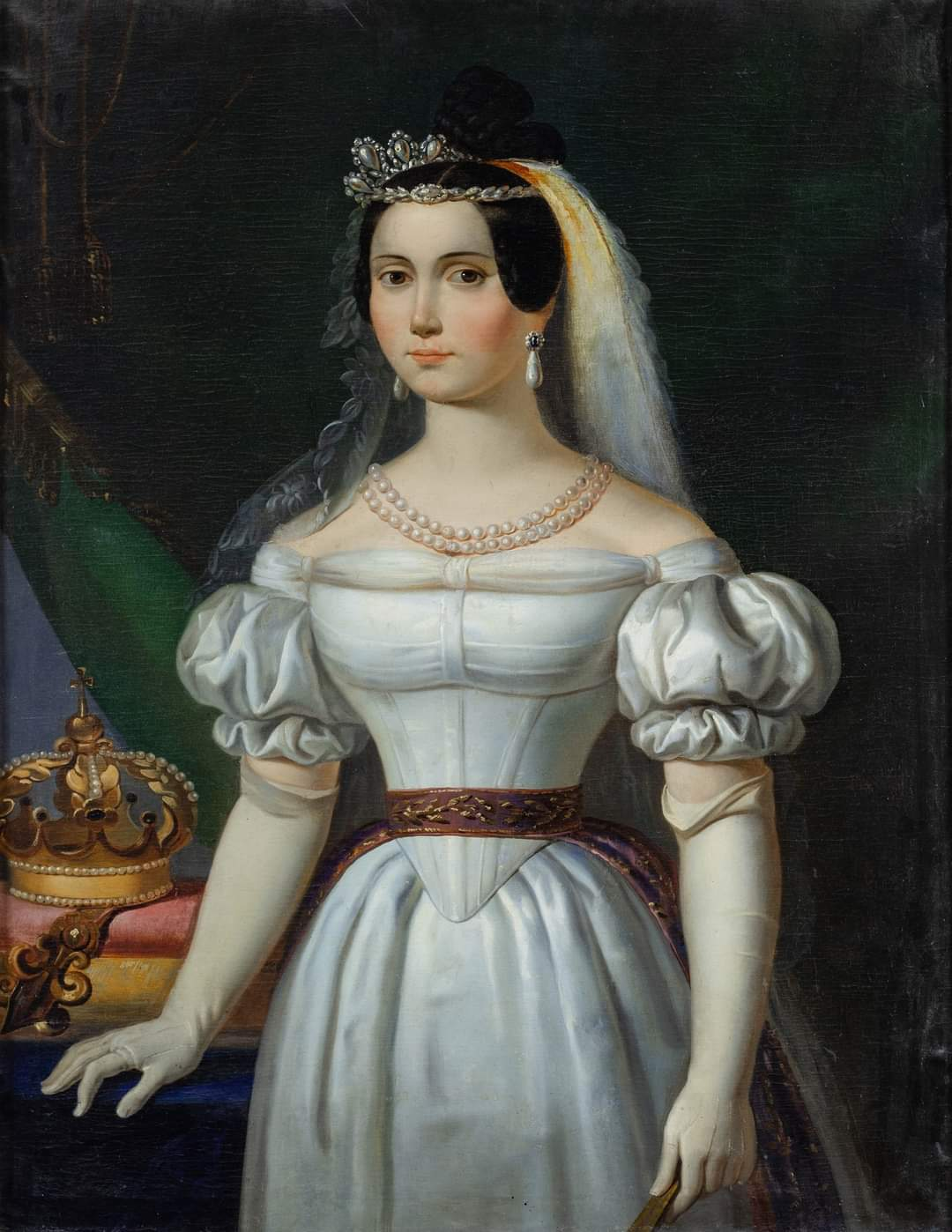
L'arxiduquessa Maria Teresa d'Àustria, reina de les Dues Sicílies.

Maria Teresa d'Àustria, reina de les Dues Sicílies (Viena 1816 - Albano 1867). Arxiduquessa d'Àustria, princesa reial de Bohèmia i Hongria.
Va néixer a la ciutat de Viena, capital de l'Imperi austríac, el dia 31 de juliol de 1816, com a filla primogènita de l'arxiduc Carles Lluís d'Àustria, duc de Teschen, i d'Enriqueta de Nassau-Weilburg. L'arxiduquessa era neta per via paterna de l'emperador Leopold II, emperador romanogermànic i de la infanta Maria Lluïsa d'Espanya i per via materna pertanyia a la família gran ducal dels Nassau.
El 1836 va conèixer el rei Ferran II de les Dues Sicílies que s'estava a Viena per tranquil·litzar el govern austríac del seu suport a la causa conservadora contra el liberalisme. Es van casar discretament el dia 27 de gener de 1837 a Trento. Va ser el tercer casament entre un rei de les Dues Sicílies i una arxiduquessa austriaca. Se'n van anar cap a Nàpols, on no va poder, potser pels seus orígens austríacs, guanyar-se la simpatia dels seus súbdits, també per la inevitable comparació amb el record de Maria Cristina. Quan el Palau Reial va patir un gran incendi, poc després de la seva arribada, els napoletans hi van veure un mal presagi.
L'any 1859 Maria Teresa quedà viuda. El tron de les Dues Sicílies fou ocupat per un dèbil rei Francesc II de les Dues Sicílies, únic fill del primer matrimoni de Ferran. Francesc no reeixí fer front a l'ocupació del Regne per part de les tropes piemonteses dirigides per Garibaldi. L'any 1861 la família reial de les Dues Sicílies anava a l'exili a Roma i a la veïna Albano.
De caràcter molt fort, Maria Teresa maldà per recuperar el tron napolità i finança manta petita insurrecció local a Nàpols. Malgrat tot, cap reeixí i l'any 1867 l'arxiduquessa moria a l'exili a Albano, de còlera junt amb el seu fill, el príncep Genaro, també de còlera.

## Progenitura[1]
- Lluís, nascut a Nàpols el 1838 i mort el 1886 a París. Es casà amb la princesa Matilde de Baviera l'any 1861 a Múnic. Nomenat comte de Trapi.
- Albert, 1839 i mort amb cinc anys
- Alfons, nascut el 1841 a Caserta i mort el 1934 a Canes. Casat amb Maria Antonieta de Borbó-Dues Sicílies. Comte de Caserta, esdevingué el cap de la Casa Reial de les Dues Sicílies d'ença de la mort del rei Francesc II de les Dues Sicílies.
- Maria de l'Anunciació , nascuda a Caserta el 1842 i morta a Viena el 1871. Es casà amb l'arxiduc Carles Lluís d'Àustria.
- Immaculada d'Àustria, nascuda el 1844 a Nàpols i morta el 1899 a Viena. Es casà amb l'arxiduc Carles Salvador d'Àustria-Toscana.
- Gaietà, nascut a Nàpols el 1846 i mort a Lucerna el 1868. Es casà amb la infanta Maria Isabel d'Espanya. Comte de Girgenti.
- Josep, 1848, mort amb tres anys
- Maria Pia de la Gràcia nascuda a Gaeta el 1849 i morta el 1882 a Biarritz. Es casà amb el duc Robert I de Parma.
- Vicenç, 1851 i mort amb tres anys.
- Pasqual, nascut a Caserta el 1852 i mort el 1904 a La Malmaison. Es casà morganàticament amb Blanche Marconnay el 1878.
- Maria Immaculada, nascuda a Nàpols el 1854 i morta el 1874 a Pau al sud de França. Es casà amb el príncep Enric de Borbó-Parma, comte de Bardi.
- Genaro, 1857 mort amb deu anys